# جون هوبارد (ممثل)
جون هوبارد (بالإنجليزية: John Hubbard)‏ مواليد 14 أبريل 1914 في إيست شيكاغو، الولايات المتحدة - الوفاة 6 نوفمبر 1988 في كاماريلو، الولايات المتحدة، هو ممثل أمريكي بدأ مسيرته الفنية سنة 1937. امتدت مسيرته الفنية لأكثر من 43 عاما.

## الأعمال
- الإذاعة الكبيرة لعام 1938
- الحارس الوحيد
- لاسي
- ذا فيرجينيان
- غرين أيكرز

## روابط خارجية
- جون هوبارد على موقع IMDb (الإنجليزية)
- جون هوبارد على موقع ألو سيني (الفرنسية)
- جون هوبارد على موقع تيرنر كلاسيك موفيز (الإنجليزية)
- جون هوبارد على موقع أول موفي (الإنجليزية)
- جون هوبارد على موقع قاعدة بيانات الأفلام السويدية (السويدية)
- جون هوبارد على موقع قاعدة بيانات الأفلام السويدية (السويدية)
- جون هوبارد على موقع إن إن دي بي (الإنجليزية)
- جون هوبارد على موقع قاعدة بيانات الفيلم (الإنجليزية)
- جون هوبارد على موقع كينوبويسك (الروسية)